# Cascahuilla
Las cascahuillas o cashcahuillas son un instrumento de percusión de la música mapuche.
Es un instrumento típico vigente en el área mapuche. Se usa como acompañamiento cuando se toca el cultrún(o también kultrun) en las ceremonias religiosas. Es una cinta o faja de cuero atada a la mano, a la que van unidos unos cascabeles de bronce, (o semillas de todo tipo) atándose a la mano que percute el cultrún; también suenan cuando se mueven los bailarines.
El instrumento es fácil de hacer con cuero y cuatro cascabeles, de manufactura casera.
La machi se acompaña con este instrumento en la ceremonia de curación del enfermo, llamada machitún.
El nombre del instrumento procede del mapudungun kaskawilla (pronunciación: [kaskawiʎa], [kaʃkawiʎa]) o kadkawilla ([kaθkawiʎa], [kaðkawiʎa]), que a su vez es una adaptación de la palabra castellana «cascabel», o de su forma «cascabillo».
- Datos: Q5755977